# Laelia lusambo
Laelia lusambo är en fjärilsart som beskrevs av Collenette 1961. Laelia lusambo ingår i släktet Laelia och familjen tofsspinnare. Inga underarter finns listade i Catalogue of Life.